# Zbacowanie
Zbacowanie – Pierwszy album zespołu Future Folk. Pierwszym singlem promującym nadejście tego krążka jest utwór "Janko"

## Lista utworów
1. Twarda skała
2. Na wierch
3. Janko
4. Zbacowanie
5. Dukaty
6. Wino krew
7. W murowanej
8. Holny wietrze
9. Pocies mnie
10. Bez zielone
11. Ni mom casu